# Hranáčovití
Hranáčovití (Cyclopteridae) jsou čeleď mořských paprskoploutvých ryb.

## Systematika
Za popisnou autoritu hranáčovitých je pokládán francouzský přírodovědec Charles Lucien Bonaparte (1831). Odborné jméno Cyclopteridae vychází z řeckých slov „κύκλος“ („kyklos“) ve významu „kruh“ a „πτέρυξ“ („pteryx“) ve významu „ploutev“.
Čeleď byla dlouhodobě řazena do řádu ropušnicotvárných (Scorpaeniformes), jehož obsah však našel místo v řádu ostnoploutvých (Perciformes), původně sběrné skupině redefinované díky molekulární fylogenetice. Hranáči zde tvoří součást kladu Cottoidea.
Následující seznam platných recentních rodů je aktuální k 15. červnu 2025 a vychází z Eschmeyer's Catalog of Fishes:
- podčeleď Cyclopterinae
  - rod Cyclopterus Linnaeus, 1758
- podčeleď Eumicrotreminae
  - rod Cyclopsis Popov, 1930
  - rod Eumicrotremus Gill, 1862
  - rod Lethotremus Gilbert, 1896
  - rod Proeumicrotremus Voskoboinikova & Orlov, 2020
- podčeleď Liparopsinae
  - rod Aptocyclus De la Pylaie, 1835

Na úrovni samostatné čeledi vystupují terčovkovití (Liparinae), v některých systémech uvádění mezi hranáčovitými.

## Charakteristika

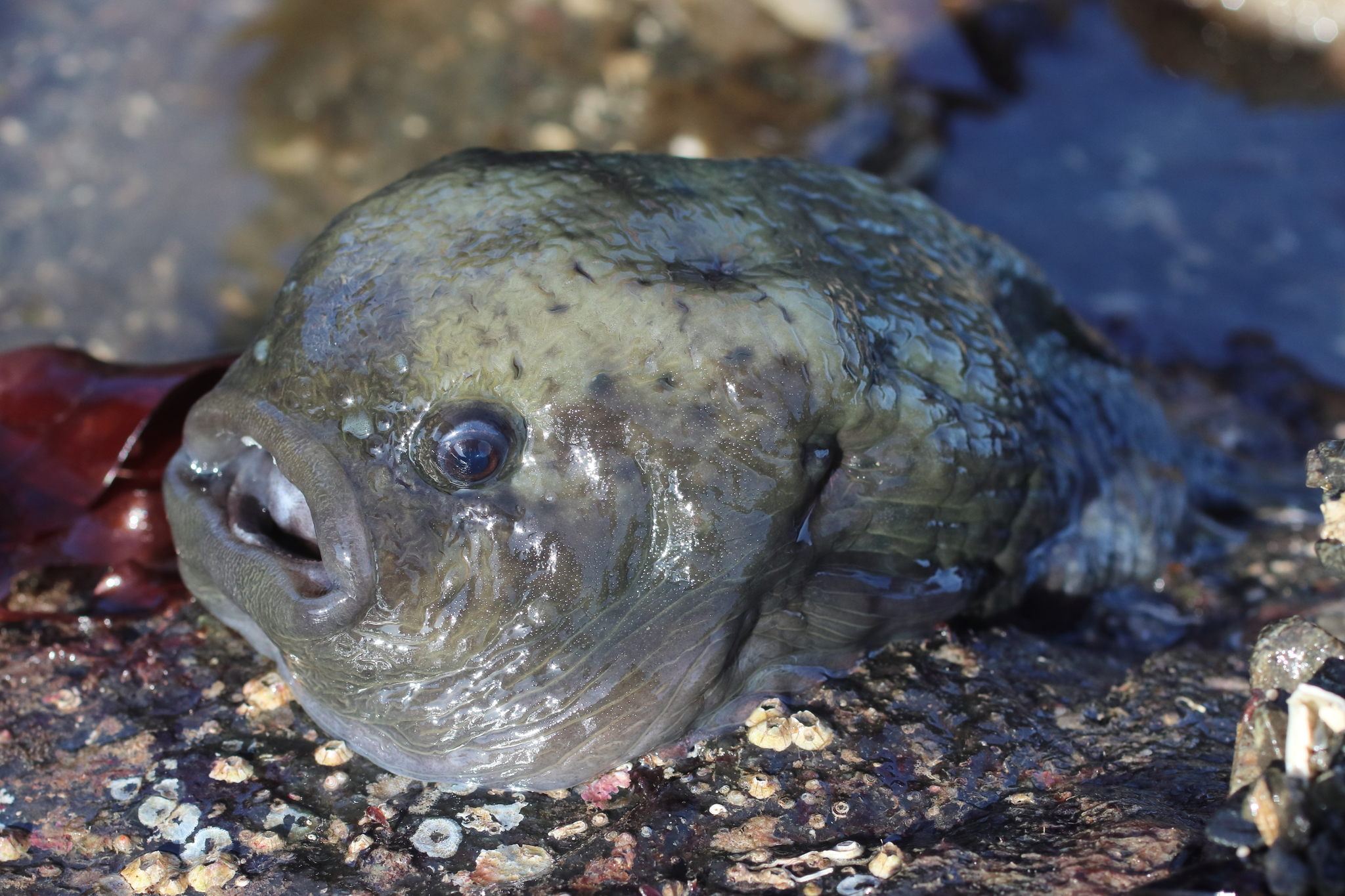
Hranáč hladký (Aptocyclus ventricosus)

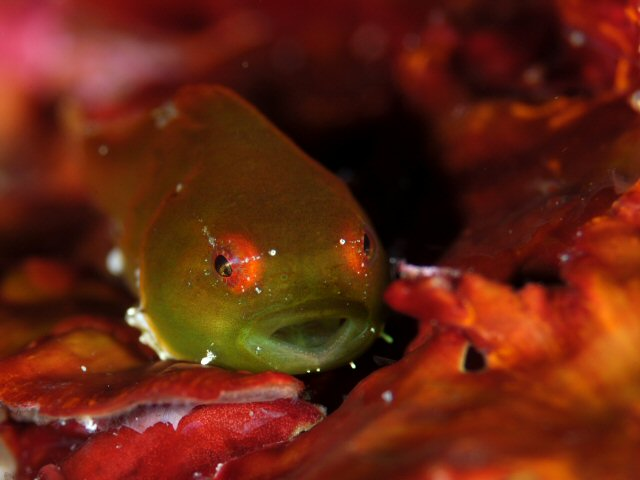
Hranáč japonský (Lethotremus awae)

Hranáčovití dorůstají maximální délky asi 60 cm, přičemž spolykáním vzduchu nebo vody mohou zvětšit svůj normální objem. Tělo je kulovité a pokryté hrbolky, které se dají využít jako taxonomický znak pro klasifikaci jednotlivých zástupců. Hřbetní ploutev je zdvojená, první hřbetní ploutev tvoří 4–8 trnů (někdy skrytých pod kůží), druhou hřbetní ploutev tvoří 8–13 měkkých paprsků. Nevelká řitní ploutev nese 7–13 měkkých paprsků, mírně zaoblená ocasní ploutev vyrůstá z patrného násadce. Prsní ploutve nesou 19–29 paprsků, zatímco břišní ploutve jsou modifikovány do podoby přísavného disku. Počet obratlů činí 23–29, došlo k redukci plynového měchýře.
Jde o striktně mořské ryby, jež obývají zejména chladnější vody severní polokoule. Vyskytují se u dna kontinentálních šelfů a svahů, ačkoli někteří hranáči mohou obývat i pelagiál hlubších vod. Tření však typicky probíhá v mělkých pobřežních vodách, přičemž některé druhy ve spojitosti s rozmnožováním migrují na velké vzdálenosti. S tím se pojí synchronizace celého období rozmnožování. Například samci hranáčů šedých (Cyclopterus lumpus) se pravidelně koncem zimy nebo na jaře vydávají do mělčích pobřežních vod, přičemž u nich dochází ke změně zbarvení, jež ukazuje na připravenost ke spáření. Zatímco samice po uvolnění vajíček odplouvají zpět do hlubších vod, samci o potomstvo pečují až do vylíhnutí larev.
Hranáčovití se krmí v bentosu i pelagiálu, mnohoštětinatce, korýše, měkkýše, medúzy či žebernatky uchvacují pomocí malých kuželovitých zubů.

## Využití
Jikry hranáče šedého se prodávají jako náhražka kaviáru.